# 秋田県立比内支援学校
秋田県立比内支援学校（あきたけんりつひないしえんがっこう）は、秋田県大館市比内町達子前田野にある公立特別支援学校。知的障害者を教育対象とする。

## 概要
秋田県立比内養護学校として1974年に設立され、2016年4月1日より、校名を秋田県立比内支援学校に変更した。
校内の敷地に、農業実習用の用地約1.5ヘクタールを含み、総面積は5ヘクタールに及ぶ。

## 沿革
- 1974年 - 北秋田郡比内町（現・大館市）に、秋田県立比内養護学校として開校[1]。
- 2016年 - 校名を、秋田県立比内支援学校に改称

## 学部

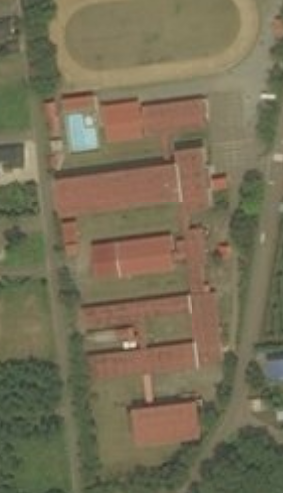
衛星図

- 小学部
- 中学部
- 高等部

## 分校
- かづの校
- たかのす校